# Kuršumlijska Banja
Kuršumlijska Banja (v srbské cyrilici Куршумлијска Бања) je lázeňské město v opštině Kuršumlija v Toplickém okruhu, v jižní části Centrálního Srbska.

## Historie
Minerální prameny byly známy a využívány již v době římské. V meziválečné době nastal vrchol lázeňského provozu, poté co byla Kuršumlijska Banja prohlášena královskými lázněmi Srbského království.  

## Demografie
V roce 1948 měla Kuršumlijska Banja 415 obyvatel, od té doby se vylidňuje a k roku 2011 zde žilo jen 106 stálých obyvatel. 

## Doprava
Dopravu obstarávají regionální autobusy na trase Niš−Priština.  

## Sport
Rezidenční letovisko je v současnosti známé pořádáním mezinárodních tenisových turnajů ITF. 